# 老官台文化
老官台文化，又称為大地湾文化（英語：Dadiwan culture）或白家村文化，是中国黄河中游已知最早的新石器时代考古学文化，主要分布在渭河流域、关中及丹江上游地区，存在于约7000年至8000年前。
與位於東方的磁山文化及裴李崗文化約為同時存在。

## 名稱
最早發現於中華人民共和國陝西省華縣的老官台遺址，因此最初被命名為老官台文化，但出土的文物數量相對較少。隨後，在甘肅省秦安縣發現的大地灣遺址，出土大量遺物，開始有學者改稱為大地灣文化。但因為大地灣遺址出土的文物，橫跨了數個時代，在西安市臨潼區發現的白家村遺址後，也有學者主張應稱為白家村文化。
老官台文化包括两个阶段：前期以大地湾一期为代表，年代约为7300年之前；后期以北首岭下层为代表，年代约为7300年—7000年前之间。

## 重要遗址

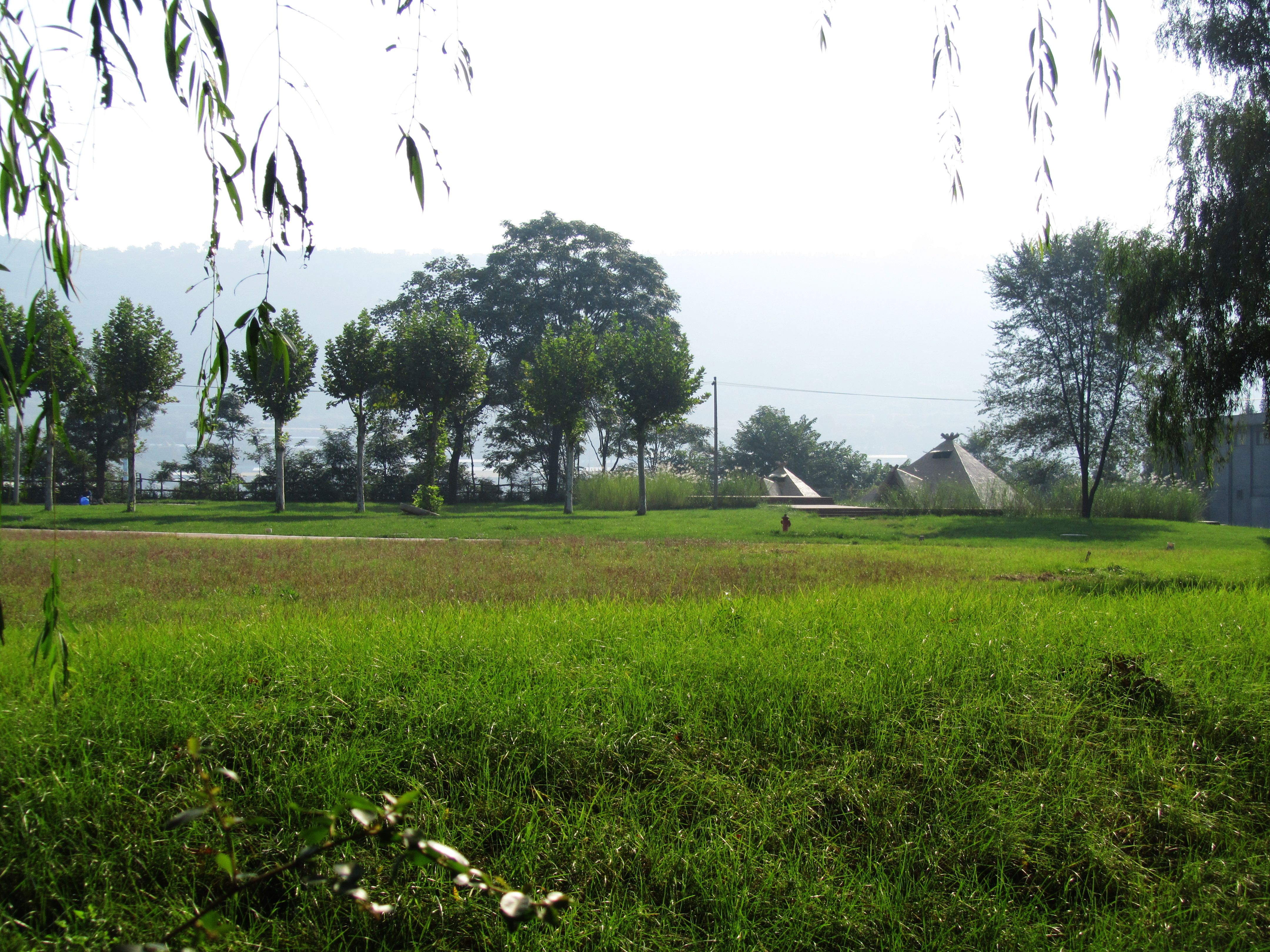
北首岭遗址

重要遗址包括：
- 甘肃秦安大地湾遗址
- 陕西宝鸡北首岭遗址
- 陕西华县老官台遗址
- 陕西渭南北刘遗址
- 陕西临潼白家村遗址

## 生活
这时先民们的经济生活以粟作农业为主，又饲养猪、狗等家畜，渔猎、采集经济占相当的比重，过着定居的聚落生活。当时的生产工具以磨制为主，但仍然有不少打制石器和细石器。制陶工艺比较原始，以夹细砂红陶和褐陶为主，火候低、器类少，彩陶尚处于萌芽阶段。

## 後裔
老官台文化与仰韶文化是陝西和甘肅地区前后相继的两种文化，它们之间存在着承袭与发展的关系。
老官台文化李家村类型与仰韶文化半坡類型有直接的渊源发展关系，即仰韶文化半坡類型是直接从老官台文化李家村类型发展而来的。

## 参看
- 仰韶文化
- 中国新石器文化列表